# Gratidão (álbum de Vida Reluz)
Gratidão é o quinto CD da carreira do grupo musical católico Vida Reluz, lançado em 2005, em comemoração aos 20 anos da existência da banda. As canções foram compostas principalmente pelo então vocalista Walmir Alencar, mas também contou com as participações de Felipe Souza, Alexandre Saes, Luiz Felipe, Rosana de Pádua e outros. A direção musical e vocal ficou a cargo de Ocimar de Paula.

## Faixas
O álbum é composto por 13 faixas, listadas abaixo:
1. Laudate Dominum
2. Aplaudi
3. Nome Maravilhoso
4. Menina dos Olhos de Deus
5. Eu Não Sabia
6. Te Entregas a Mim
7. O Amado
8. Gratidão
9. Sentença de Amor
10. Vinde Espírito Santo
11. Santo é o Senhor
12. Só em Ti
13. Celebramos